# Odo australiensis
Odo australiensis es una especie de araña del género Odo, familia Xenoctenidae. Fue descrita científicamente por Hickman en 1944.
Habita en Australia Central.